# 銀河半導體
銀河半導體控股有限公司，簡稱銀河半導體控股，以及銀河半導體（英語：Galaxy Semi-Conductor Holdings Limited，港交所除牌時0527.HK），於1994年由楊茂森創立，名為「常州银河电器有限公司」。總部位於中国江苏省常州市新北区河海西路168号。
現時業務於國內經營半导体分立器件研发、生产、销售和技术支持。該股份曾在2006年6月9日於香港交易所主板上市。當時招股價為0.9港元，發行股份為100,000,000股，集資額為90,000,000港元。
而最後在2010年，以830,000,000港元，收購富力集團有限公司所有股份，主要資產包括經營风电场运营、风电设备制造、电网建设等企業，完成後，於8月24日，則開始更名為中國瑞風銀河新能源控股有限公司。

## 連結
- GalaxyCN.com （页面存档备份，存于）